# Time Raiders
Pour plus de détails, voir Fiche technique et Distribution.
Time Raiders (en chinois : 盗墓笔记) est un film chinois fantastique-action-aventure de 2016 réalisé par Daniel Lee et mettant en vedette Jing Boran et Luhan,. Il est basé sur les nouvelles de la série Daomu Biji écrit par Xu Lei. Le film est sorti en Chine par Le Vision Pictures, le 5 août 2016.

## Synopsis
Élevé par son oncle Wu Sanxing (Wang Jingchun), archéologue renommé, Wu Xie (Luhan), diplômé d'une grande école d'architecture, est fasciné par l'architecture ancienne et les antiquités. Son oncle et lui-même découvrent une pièce de bronze très spéciale, par accident. Celle-ci est la clef qui va les amener à la découverte d'un royaume perdu, enterré dans le bassin du nord-ouest de la Chine, de la fantastique dynastie Xiwangmu. Ainsi, l'oncle Wu recrute un groupe d'experts, chasseurs de trésors, y compris un mystérieux inconnu du nom de Zhang Qiling (Jing Boran), et vont ensemble pénétrer les ruines de la ville antique.

## Fiche technique
- Titre original : 盗墓笔记
- Titre français et québécois : Time Raiders
- Réalisateur : Daniel Lee
- Scénario : basé sur la série de nouvelles Daomu Biji de Xu Lei
- Production : Susanna Tsang
- Musique : Henry Lai
- Costumes : Cho Ting Chung
- Maquillage : Cho Eddie Liu
- Pays d'origine :  Chine
- Date de sortie : 2016 en Chine

## Distribution
- Luhan : Wu Xie
- Jing Boran : Kylin / Xiaoge
- Ma Sichun : Ning
- Tu Sheng Chen (Jack Tu) : de PanZi
- Wang Jingchun : Wu Sansheng
- Mallika Sherawat : l'impératrice

## Box-office
Le film a gagné 5,8 millions de dollars le jeudi en avant-première, 24,1 sur sa journée d'ouverture et 70,8 millions de dollars sur son week-end d'ouverture (64,6 m$ hors jeudi d'avant-première) et débute à la première place au box office chinois. Le film est projeté en IMAX et rapporte dans cette version 5 millions de dollars pour le week-end d'ouverture par une projection dans 309 salles de cinémas IMAX, marquant, ainsi, la plus importante ouverture IMAX de l'été pour un film chinois en langue locale, et la troisième plus grande, alors, de tous les temps, derrière Mojin — La Légende Perdue (7,5 millions de dollars) et la Chasse aux monstres (7,2 millions de dollars). Il était diffusé dans le plus vaste circuit de cinémas du pays et compte ainsi plus de 85 000 vues par jour et la meilleure moyenne par écran, avec près de 1 000 $ par écran, par jour. En excluant l'avant-première, son week-end d'ouverture n'était pas seulement le plus grand en Chine, mais le troisième plus grand à l'échelle internationale, derrière le Suicide Squad et La Vie Secrète des Animaux de compagnie. L'impressionnant week-end d'ouverture de ce film chinois a été aidé par les fans des jeunes et très populaires stars Luhan et Jing Boran, dont l'enthousiasme compense de manière écrasante les critiques négatives.
Du fait d'un mauvais bouche à oreille et de la concurrence des sorties nationales, il a chuté brutalement de 80% à son deuxième week-end où il gagne 13 millions de dollars environ, à la quatrième place (un peu moins de 127 millions de dollars cumulés à la fin du second week-end, soit le 11e jour). Néanmoins, le film réussi à passer le cap des 150 millions de dollars et est devenu le seul et unique film local, cet été là, à marquer ce record.